# Утакмице фудбалске репрезентације Мађарске 1910.
| Домаћин · 1910 | Гост · 1910 |

Фудбалска репрезентација Мађарске је током 1910. године одиграла укупно три утакмице. Две утакмице је одиграла против Аустрије, уз једну победу и један пораз, и остварила победу од 6 : 1 против Италије.
- Савезни капетан репрезентације: Фриђеш Миндер

## Утакмице
| Аустрија              | 2 : 1 (2 : 1) | Мађарска     |
| --------------------- | ------------- | ------------ |
| Фишера 2’ · Хусак 33’ | Извештај      | Ђула Добо 8’ |

| Мађарска                                                                        | 6 : 1 (2 : 0) | Италија  |
| ------------------------------------------------------------------------------- | ------------- | -------- |
| Шлосер 28’ 48’ · Ференц Вајс 32’ · Карољ 74’ · Ђула Добо 74’ · Карољ Короди 76’ | Извештај      | Рици 88’ |

| Мађарска                          | 3 : 0 (1 : 0) | Аустрија |
| --------------------------------- | ------------- | -------- |
| Карољ Короди 27’ 77’ · Боднар 82’ | Извештај      |          |

Састав репрезентације Мађарске на 25. утакмици
Ласло Домонкош, Ђула Румболд, Бела Ревес, Ђула Биро, Јене Карољ, Тивадар Горски, Бела Шебешћен, Ђула Добо, Акош Кешмарки, Имре Шлосер, Арпад Месарош
- Селектор: Миндер[2]

Састав репрезентације Мађарске на 26. утакмици
Алајош Фриц, Ђула Румболд, Оскар Сендре, Ђула Биро, Јене Карољ, Тивадар Горски, Ференц Вајс, Ђула Добо, Карољ Короди, Имре Шлосер, Гашпар Борбаш
- Селектор: Миндер[3]

Састав репрезентације Мађарске на 27. утакмици
Ласло Домонкош, Ђула Фелдман, Оскар Сендре, Ђула Биро, Јене Карољ, Даниел Такач, Ференц Вајс, Шандор Боднар, Карољ Короди, Имре Шлосер, Гашпар Борбаш
- Селектор: Миндер[4]

## Играчи репрезентације
| - Имре Шлосер - Ференц Вајс - Јене Карољ - Ђула Румболд - Гашпар Борбаш - Алајош Фриц - Миндер Фриђеш, селектор |